# Meine geistreiche Familie
Meine geistreiche Familie ist eine französische Filmkomödie von Éric Besnard von 2019.

## Handlung
Der Schriftsteller Alexandre versucht in der Bretagne bei seinen Eltern an seinem neuesten Roman weiterzuschreiben. Plötzlich verstirbt sein Vater. In Form einer Urne kommt er zurück ins Haus. Nun erscheint er Alexandre ständig und gibt ihm hilfreiche Anmerkungen, wie er sein Leben intensiver und lebenswerter gestalten könne. Erst als Mutter Marguerite die Asche ins Meer streut, löst er sich auf. Zum Schluss scheint Alexandre die Ratschläge aufgenommen zu haben. Er tanzt auf den Klippen und fährt mit dem Auto durch ein Feld.

## Kritik
„Während das Drehbuch in der Hinsicht sicher noch mehr hätte tun dürfen und können, ist der besinnliche Aspekt von Meine geistreiche Familie ganz schön geworden. Mitanzusehen, wie ein in sich verschlossener Egozentriker auf einmal seine Familie und deren Geschichten und Sorgen erkennt, das ist dann schon etwas fürs Herz. Tatsächlich gehen einem die Mutter, die nicht mehr weiß, was sie mit ihrem Leben anfangen soll, oder auch der strauchelnde Bruder deutlich näher als Alexandre. Denn der bleibt bis zum Schluss recht distanziert, ist an vielen Stellen mehr Beobachter als Handelnder, lässt sich durch eine Welt treiben, zu der er weniger gehört als sein toter Vater.“